# Référendum sur l'indépendance de l'Ouzbékistan
Le référendum sur l'indépendance de l'Ouzbékistan a lieu le 29 décembre 1991 afin de proposer à la population de l'Ouzbékistan de ratifier l'indépendance du pays, proclamée le 31 août précédent. Une élection présidentielle est organisée simultanément.
L'indépendance est approuvée à 98,26 %, avec une participation de 94,14 %.

## Résultat
| Choix                  | Votes      | %     |
| ---------------------- | ---------- | ----- |
| Pour                   | 9 718 155  | 98,26 |
| Contre                 | 172 294    | 1,74  |
|                        |            |       |
| Votes valides          | 9 890 449  | 99,92 |
| Votes blancs et nuls   | 8 258      | 0,08  |
| Total                  | 9 898 707  | 100   |
| Abstention             | 616 359    | 5,86  |
| Inscrits/Participation | 10 515 066 | 94,14 |